# Spahnharrenstätte
Spahnharrenstätte – miejscowość i gmina w Niemczech, w kraju związkowym Dolna Saksonia, w powiecie Emsland, wchodzi w skład gminy zbiorowej Sögel.